# Kanton Ouzouer-sur-Loire
Ouzouer-sur-Loire is een vormalig kanton van het Franse departement Loiret. Het kanton maakte deel uit van het arrondissement Orléans. Het werd opgeheven bij decreet van 25 februari 2014 met uitwerking op 22 maart 2015.

## Gemeenten
Het kanton Ouzouer-sur-Loire omvatte de volgende gemeenten:
- Bonnée
- Les Bordes
- Bray-en-Val
- Dampierre-en-Burly
- Ouzouer-sur-Loire (hoofdplaats)
- Saint-Benoît-sur-Loire